# Osiek Wielki (przystanek kolejowy)
Osiek Wielki – nieczynny wąskotorowy przystanek osobowy w Osieku Wielkim, w gminie Osiek Mały, w powiecie kolskim w województwie wielkopolskim, w Polsce. Został wybudowany w 1914 roku przez okupacyjne władze niemieckie.